# Dhime
Dhime (nep. ढिमे) – gaun wikas samiti w zachodniej części Nepalu w strefie Bheri w dystrykcie Jajarkot. Według nepalskiego spisu powszechnego z 2001 roku liczył on 967 gospodarstw domowych i 5230 mieszkańców (2556 kobiet i 2674 mężczyzn).